# Fuqua School of Business
La Fuqua School of Business est la business school de l'Université Duke à Durham, en Caroline du Nord, États-Unis.

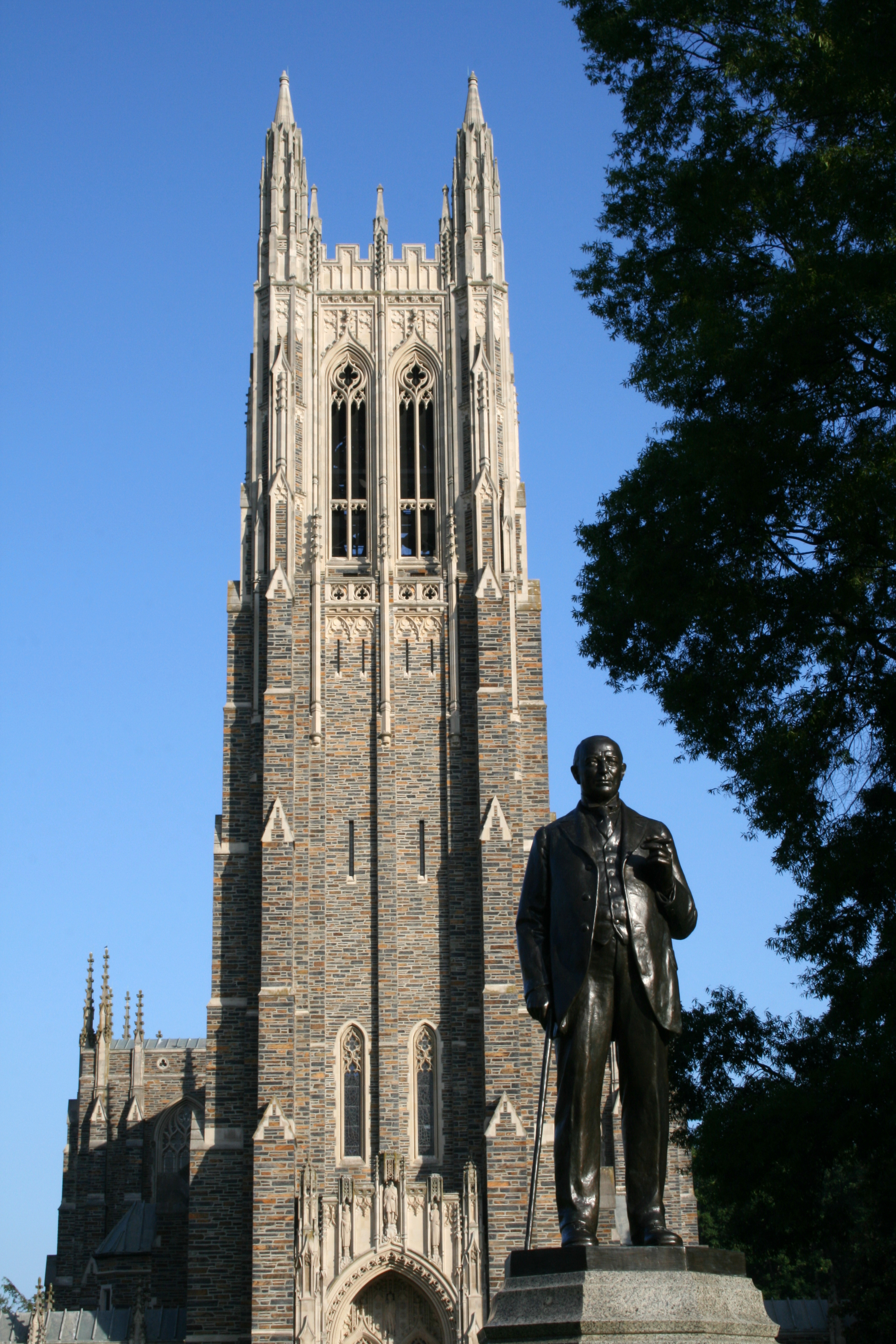
Vue de la Duke Chapel, Université Duke.

Fondée en 1971, elle décerne des diplômes de niveau post-graduate: Master, Master of Business Administration et PhD.

## Classements académiques
Le MBA de la Fuqua School of Business fait partie des plus réputés du monde :
| Palmarès MBA           | Palmarès MBA | Palmarès MBA |
| Nom                    | Monde        | National     |
| ---------------------- | ------------ | ------------ |
| QS (2020)              | 19           | 11           |
| The Economist (2019)   | 11           | 9            |
| Financial Times (2020) | 16           | 10           |
| DAUR rankings (2020)   | 12           | 10           |